# 第二代蘭開斯特伯爵托馬斯
第二代蘭開斯特伯爵托馬斯（英語： 1278年—1322年3月22日）英格兰贵族，金雀花王朝成员，父亲是英格蘭國王亨利三世的次子驼背者爱德蒙，母亲是阿圖瓦的布蘭奇，是蘭開斯特伯爵、萊斯特伯爵及打比伯爵（1311年—1322年）。托馬斯是當時最有勢力的伯爵之一，曾发动反抗爱德华二世的男爵叛乱。

## 生平
托馬斯的母親是法國國王路易九世的姪女丶納瓦拉太后阿圖瓦的布蘭奇。透過他的母親，托馬斯是納瓦拉女王瓊一世同母異父的姊弟。
托馬斯與其妻子艾利絲·德·拉希的婚姻並不成功。他們沒有孩子，而他有兩名私生子，名叫約翰和托馬斯。1317年，艾利絲在位於多實郡坎福德的莊園被第七代薩里伯爵瓦雷納的約翰手下騎士理查德·德·聖馬丁綁架。這件事引起蘭開斯特伯國和薩里伯國之間的不和；作為報復，蘭開斯特伯爵佔領薩里伯國的兩座城堡。英格蘭國王愛德華二世隨後介入，兩位伯爵達成不穩定的休戰。托馬斯繼續統治強林肯伯國和索爾茲伯里伯國的領地。這是因為兩家人訂下的婚約；在他的岳父去世後，托馬斯將以其自己的權利持有這些伯爵領地，而不是像人們所期望的那樣，由他的妻子持有。
1321年托馬斯再次領導叛亂。這次他在1322年3月16日的巴勒布里奇戰役中被擊敗並被俘虜。蘭開斯特伯爵受到由第一代溫徹斯特伯爵老休·德斯潘塞及其子第一代德斯潘塞男爵小休·德斯潘塞、第九代阿倫德爾伯爵埃德蒙·菲查蘭和國王愛德華二世所組成的法庭的審判。托馬斯不被允許為自己辯護，也不被允許讓任何人為他辯護。托馬斯被判犯有叛國罪並被判處死刑。由於他和國王的親屬關係及托馬斯的皇室血統，國王將判決改為斬首，而不是英式車裂的絞刑、分屍和斬首，托馬斯於1322年3月22日在龐特弗雷特城堡附近被處決。
在托馬斯死後，他的頭銜和財產被沒收，蘭開斯特伯國在叛亂中得到了蘇格蘭人的幫助，主要為削弱英格蘭人的戰爭，他們抓住機會於1322年的大襲擊中奪取他的遺產及領地。1323年，托馬斯的弟弟亨利成功地請求統治萊斯特伯國領地，1326年或1327年，議會在托馬斯死後推翻他的定罪，亨利又被進一步允許佔有蘭開斯特伯爵領地、德比伯爵領地、索爾茲伯里伯爵領地和林肯伯爵領地。